# Plan de déplacement d'entreprise
Un plan de déplacement(s) d'entreprise, souvent abrégé en PDE, parfois appelé aussi plan de déplacement(s) entreprise, ou plan de mobilité est un outil qui permet d'optimiser les déplacements liés à l'activité d'une structure (déplacements des collaborateurs, des clients et des fournisseurs) en valorisant les moyens de déplacements les plus durables. Avec la Loi d'orientation des mobilités (LOM) de décembre 2019, il a été remplacé par le Plan de mobilité employeur (PDME) obligatoire au 1er janvier 2020.

## Mise en œuvre
Ce projet peut s'appliquer :
- à une entreprise, on parle alors de plan de déplacements d'entreprise (PDE) ou plan de mobilité ;
- à une administration - plan de déplacements d'administration ;
- à une zone d'activité - plan de déplacements inter-entreprises (PDIE) ;
- à un établissement scolaire - plan de déplacements d'établissement scolaire (PDES).

Un plan de mobilité se met en place à travers différentes étapes :
1. Le lancement, qui structure la démarche via la mise en place d’un comité de pilotage et, éventuellement, la signature d’une charte d’engagement dans le cas des PDIE ;
2. Le diagnostic, qui permet de connaître précisément les conditions d’accès à la structure et les moyens utilisés par les collaborateurs, fournisseurs et clients pour se rendre sur leur lieu de travail ;
3. Le plan d’actions, élaboré en répondant de manière concrète aux problématiques soulevées lors du diagnostic ;
4. La mise en œuvre effective des actions, qui fait appel aux partenaires (collectivités, transporteurs, etc.) et aux différentes ressources disponibles ;
5. Le suivi, qui permet de pérenniser dans le temps les actions mises en place et d’évaluer les changements de comportement obtenus.

Le plus souvent, les actions mises en œuvre dans le cadre d'un plan de mobilité sont :
- la communication sur le réseau de transports en commun ;
- l'appui à l'usage du vélo via des stationnements dédiés, des aides à l'achat, etc. ;
- la rationalisation de l'espace de stationnement consacré à la voiture ;
- la facilitation du covoiturage ;
- l'optimisation de la flotte de la structure à travers notamment la mise en place de l'autopartage ;
- le développement de la démobilité via l'utilisation de la visioconférence ou la mise en place du télétravail.

## En France
Les PDE sont une des composantes des plans de déplacements urbains. En effet, en France, la loi de Solidarité et le Renouvellement Urbain (SRU) du 13 décembre 2000 impose aux autorités organisatrices des transports urbains (AOTU) des agglomérations de plus de 100 000 habitants d’encourager la mise en œuvre de PDE. L'article 96 parle d'« encouragement pour les entreprises et les collectivités publiques à établir un plan de mobilité et à favoriser le transport de leur personnel, notamment par l'utilisation des transports en commun et du covoiturage ». Il ne s'agit néanmoins que d'un encouragement et non d'une obligation, ce qui entraine dans les faits des interprétations et des applications très diverses selon les AOTU.
Depuis l'ordonnance no 2010-1307 du 28 octobre 2010, qui a rendu opérante la partie législative du nouveau Code des transports, les PDE sont désormais codifiés à l'article L.1214-2 9° du même Code, à savoir « le plan de déplacements urbains vise à assurer: […] 9° L'amélioration du transport des personnels des entreprises et des collectivités publiques en incitant ces dernières à prévoir un plan de mobilité et à encourager l'utilisation par leur personnel des transports en commun et le recours au covoiturage ».
Il s'agit dès lors d'une obligation s'imposant aux PDU, dans l'optique globale d'une incitation à recourir à d'autres modes de déplacements que la voiture individuelle.
L'article 6 du décret no 2006-1663 du 22 décembre 2006 (abrogé du 1er juillet 2010), instituait pour le personnel des administrations de l'État et de ses établissements publics administratifs dont la résidence administrative était située en dehors de la zone de compétence de l'autorité organisatrice des transports parisiens, une prise en charge partielle du prix des titres d'abonnement correspondant aux déplacements effectués entre leurs résidences habituelles et leurs lieux de travail . Il obligeait également les administrations publiques situées dans le ressort d'une agglomération de plus de 100 000 habitants à élaborer un plan de mobilité avant fin 2008.
La loi sur la transition énergétique demande aux entreprises de plus de cent salariés sur un même site d'élaborer un plan de mobilité (et de le transmettre aux collectivités qui sont autorités organisatrices du PDU. En 2016, 12 établissements publics et privés de la métropole grenobloise ont lancé pour 2016-2017 une expérimentation de labellisation de leurs plans de mobilités, avec un référent mobilité dans chaque entreprise, tout en cofinançant les réseaux de transport grenoblois.

## Obligations réglementaires

### Loi sur la transition énergétique
L'article 51 applicable au 1er janvier 2018 de la loi sur la transition énergétique exige que :

« dans le périmètre d'un plan de déplacements urbains, toute entreprise regroupant au moins cent travailleurs sur un même site élabore un plan de mobilité. »

### Le Plan de Protection de l'Atmosphère d'Ile-de-France

#### Le1erPPA
Le contexte réglementaire francilien varie de celui des autres régions françaises. En effet, le plan de protection de l’atmosphère (PPA) d’Ile-de-France impose, à travers sa mesure no 1, la mise en œuvre obligatoire d’un PDE pour les grands générateurs de trafic de la région Île-de-France. Cette mesure est supervisée, par les services de l’État, au sein de la Direction régionale et Interdépartementale de l’Environnement et de l’Énergie (DRIEE).
Dans ce cadre, l’arrêté inter-préfectoral no 2008-1926-1 du 30 octobre 2008 a permis de mettre en place le cadre législatif de l’obligation de mise en place de PDE pour les grands pôles générateurs de trafics.
Cet arrêté comprend l’ensemble des conditions requises d’une obligation de mise en place du PDE :
Article 1 : « Dans la région Ile-de-France, les personnes morales de droit public ou privé disposant au 1er janvier 2008 d'un établissement fortement générateur de trafic, au sens de l'annexe 1 au présent arrêté, mettent en place pour ce site, pour une durée de 5 ans, un plan de déplacement ou «PDE» [...].»
Annexe 1 : « [...] est considéré comme fortement générateur de trafic un établissement dont le nombre d'utilisateurs de la voiture particulière parmi les personnes travaillant dans la commune d'implantation de cet établissement, est supérieur à 700 [...]»
128 établissement furent assujettis.

##### Bilan
Le 28 janvier 2010, un état des lieux de la mesure sur la mise en œuvre des PDE a été présenté lors de la commission de suivi du PPA : sur les 124 établissements assujettis, les bilans furent très hétérogènes. Ainsi, si la quasi-totalité d’entre eux désignèrent un correspondant PDE, les étapes suivantes furent plus compliquées à mettre en œuvre :
- 44 % des établissements ont établi un diagnostic
- 31 % ont défini un plan d’actions.
- 12 % seulement ont défini des objectifs.

Finalement, 70 PDE furent déployés au 22 février 2011. Les problèmes rencontrés, identifiés lors des réunions de commission de pilotage, pour la mise en œuvre de cette mesure concernaient majoritairement l’évaluation des PDE qui s’avéra difficile à mettre en place. En effet, car si le diagnostic est réalisé à minima, il est toutefois difficile de quantifier les objectifs du PDE et son gain environnemental.

#### Le Plan de Protection de l'Atmosphère d'Ile-de-France révisé
En mars 2013, le Plan de Prévention Atmosphère d'Ile-de-France fut révisé, avec des impacts pour les PDE, l'arrêté no 2013-084-0002 du 25 mars 2013 fixant à 500 salariés le nouveau seuil pour les entreprises.
Article 3 : « Un établissement est considéré comme « fortement générateur de trafic » dès lors que le « nombre d'utilisateurs de véhicules particuliers » pour cet établissement est supérieur à 500 [...] ».
Le nouveau seuil étant de 500, 341 établissements furent assujettis, soit le double par rapport au premier PPA. D’autre part, des zones présentant à la fois une forte concentration d’emploi et un taux important de déplacements en voiture furent également identifiées, et la réalisation de Plans de Déplacement Inter-Établissements (PDIE) fortement encouragée dans ces zones.